# Vita bergens barn
Vita bergens barn (1987) är en roman av Per Anders Fogelström. Den är en fortsättning på verket Krigens barn.
Romanen utspelar sig mellan 1821 och 1860 och skildrar framförallt fattiga människors liv i Stockholm under en tid av politisk oro. Boken är den sista i "Barnserien", men den utgör samtidigt en länk till "stadserien" genom att flera av de personer som förekommer i Mina drömmars stad introduceras i Vita bergens barn.